# أوليغ كيريوخين
أوليغ كيريوخين (بالأوكرانية: Кирюхін Олег Станіславович)‏ (مواليد 25 فبراير 1975) هو ملاكم أوكراني، مثّل بلاده في الألعاب الأولمبية الصيفية 1996 وحقق الميدالية البرونزية في فئة وزن الذبابة الخفيف.

## روابط خارجية
أوليغ كيريوخين على موقع بوكس ريك (الإنجليزية) (registration required)
- أوليغ كيريوخين على موقع أوليمبيديا (الإنجليزية)